# مقبرة سانت جونيفييف دي بوا
مقبرة ليير في سانت جونيفييف دي بوا (بالفرنسية: Cimetière de Sainte-Geneviève-des-Bois)، عادة ما تسمى المقبرة الروسية لسانت جونيفييف دي بوا هي مقبرة تقع في مدينة سانت جينيفييف دي بوا.
1. 1 2 3  مذكور في: قاعدة ميريمي. لغة العمل أو لغة الاسم: الفرنسية. الناشر: وزارة الثقافة الفرنسية.